# Bromelliet
Het mineraal bromelliet is een zeldzaam beryllium-oxide, met de chemische formule BeO. Bromellietkristallen zijn kleurloos tot wit en bezitten een hexagonale kristalstructuur. Het komt voor in pegmatitische mangaan-ijzer-afzettingen. Het mineraal heeft een smeltpunt van 2570 °C. Het is noch magnetisch, noch radioactief.
Bromelliet is zeer zelden te vinden in zijn natuurlijke vorm, maar het wordt reeds meer dan 40 jaar synthetisch geproduceerd voor allerhande industriële toepassingen.

## Naamgeving en ontdekking
Bromelliet is genoemd naar de Zweedse scheikundige Magnus von Bromell. Het mineraal werd in 1925 ontdekt in Långban (Värmland, Zweden).

## Industriële toepassingen
Aangezien bromelliet vrij veel beryllium bevat (36,03%), wordt het in de industrie gebruikt als berylliumerts. Het mineraal is een van de stoffen die worden gebruikt bij de productie van namaak-edelstenen.
In kernreactoren wordt het gebruikt als moderator voor snelle neutronen. Keramiek dat bromelliet bevat wordt gebruikt in de elektronica en als smeltkroes voor het smelten van uranium en thorium.